# بياسيكي H-21
مروحية بياسيكي إتش-21 ووركهورس/شاوني هي مروحية أمريكية، وهي الرابعة في سلسلة من المروحيات ذات الدوار الترادفي التي صممتها وبنتها شركة بياسيكي للمروحيات (التي أصبحت لاحقاً بوينغ فيرتول). تُعرف عادةً باسم "الموزة الطائرة"، وهي مروحية متعددة المهام يمكن تجهيزها بعجلات أو زلاجات أو عوامات.
طورت شركة بياسيكي في الأصل مروحية إتش-21 كمروحية إنقاذ للمناطق القطبية. تميزت المروحية بخصائص تحمل الطقس البارد مما يسمح لها بالعمل في درجات حرارة منخفضة تصل إلى -65 درجة فهرنهايت (-54 درجة مئوية)، ويمكن صيانتها بشكل روتيني في بيئات الطقس شديد البرودة.